# 1969-es jégkorong-világbajnokság
Az 1969-es jégkorong-világbajnokság a 36. világbajnokság volt, amelyet a Nemzetközi Jégkorongszövetség szervezett. A vb-ken a csapatok három szinten vettek részt. A világbajnokságok végeredményei alapján alakult ki az 1970-es jégkorong-világbajnokság csoportjainak mezőnye.

## A csoport
1–6. helyezettek
- Szovjetunió – Világbajnok
- Svédország
- Csehszlovákia
- Kanada
- Finnország
- Egyesült Államok – Kiesett a B csoportba

## B csoport
7–14. helyezettek
- NDK – Feljutott az A csoportba
- Lengyelország – Feljutott az A csoportba (mert Kanada nem vett részt 1970-ben)
- Jugoszlávia
- NSZK
- Norvégia
- Románia
- Ausztria – Kiesett a C csoportba
- Olaszország – Kiesett a C csoportba

## C csoport
15–20. helyezettek
- Japán – Feljutott a B csoportba
- Svájc – Feljutott a B csoportba
- Magyarország
- Hollandia
- Bulgária
- Dánia